# NEN 2580
NEN 2580 (voluit NEN 2580, Oppervlakten en inhouden van gebouwen - Termen, definities en bepalingsmethoden) is een Nederlandse Norm (NEN) die de termen, definities en bepalingsmethoden geeft voor de oppervlakte van terreinen met een bouwbestemming en voor de vloeroppervlakten en inhouden van gebouwen of delen daarvan.
Deze data, die in de vorm van een zogenaamde meetstaat worden weergegeven, kunnen onder andere gebruikt worden door het facilitair bedrijf ten behoeve van benchmarking en om het verhuurbaar vloeroppervlak (vvo) voor verhuurders van woon- en bedrijfsruimte te bepalen. Daarnaast wordt de data, verplicht voorgeschreven in de vastgoedsector, toegepast bij de aan- en verkoop van vastgoed (voornamelijk bij woningen en kantoorpanden).
Een NEN 2580-meetrapport kan gebruikt worden bij:
- Vaststelling waarde van een pand
- Herziening van huurprijs
- Verdelen van gemeenschappelijke ruimten in multi-tenant situaties
- Verdelen van (service)kosten in multi-tenant-situaties
- WOZ- en BAG-vraagstukken